# Estimació numèrica
L'estimació numèrica comprèn una sèrie de tècniques d'anàlisi numèrica per aproximar el valor numèric d'una expressió matemàtica.

## Comparació asimptòtica de funcions
La comparació asimptòtica de funcions apareix en la teoria de complexitat computacional i en informàtica concretament en disseny d'algorismes més eficients. Serveix per agrupar diferents funcions en classes de creixement asimptòtic a mesura que creix el valor d'una certa variable i formalitzar expressions del tipus " f  creix molt més ràpid que  g " (sent  f  i  g  funcions). En molts problemes el comportament d'una funció sobre els nombres enters  f  ( n ) el comportament per a petits valors de  n  és intranscendent però resulta important conèixer el seu comportament per a valors grans i poder comparar amb altres funcions del mateix tipus. Siguin  f  i  g  dues funcions definides reals i amb valors reals, en aquestes condicions es defineix:

{\displaystyle f\preceq g\leftrightarrow \left\{\exists x_{0}\forall x>x_{0}:[f(x)\leq g(x)]\right\}}

La relació anterior es pot veure com una desigualtat "suau" entre les funcions considerades. De fet és la relació {\displaystyle \preceq } és una relació menys restrictiva que l'ordre estricte {\displaystyle \leq }, i per això, resulta més senzill obtenir estimacions de creixement asimptòtic mitjançant la desigualtat "suau "que la desigualtat estricta.

## Notació O
La notació O és una notació una mica menys restritictiva i es pot expressar en termes de la relació {\displaystyle \preceq }. Més concretament:

{\displaystyle f(x)=O(g(x))[o\ f\in O(g)]\Leftrightarrow \ \exists C:f\preceq C\cdot g}